# Geraldo di Sauve-Majeure
Geraldo (Corbie, 1025 circa – La Sauve, 5 aprile 1095) fu il fondatore e il primo abate del monastero benedettino di La Sauve-Majeure. Fu proclamato santo da papa Celestino III nel 1197.

## Biografia
Nacque a Corbie attorno al 1025 e fu offerto dai genitori all'abbazia del luogo. Arrivò a ricoprire la carica di cellerario e affiancò l'abate Folco in un viaggio a Roma, Montecassino e sul Gargano, dove incontrò papa Leone IX che lo ordinò sacerdote.
Tornato a Corbie, fu incaricato di riedificare la chiesa abbaziale, distrutta da un incendio l'anno precedente: il tempio fu riconsacrato il 27 agosto 1052. Compose antifone e responsori per l'ufficio di sant'Adelardo.
Dopo un pellegrinaggio in Terra santa compiuto nel 1073, fu eletto abate di San Vincenzo a Laon, dove era già stato abate suo fratello Ranieri ma, dopo cinque anni di governo e dopo aver tentato invano di riformare l'abbazia, Geraldo lasciò Laon insieme con alcuni confratelli e accettò l'offerta di Guglielmo, conte di Poitiers e duca d'Aquitania, di un terreno su cui fondare un monastero nei suoi possedimenti.
Il monastero, dedicato alla Vergine e ai santi Simone e Giuda, fu edificato a Sauve-Majeure (Sylva Majoris) e adottò la regola di san Benedetto; Guglielmo affrancò Sauve-Majeure da ogni potere laico.
Sauve-Majeure si sviluppò rapidamente ed ebbe presto numerose filiazioni (Semoy, Broqueroie, Barwell) e si ritrovò presto alla guida di una congregazione di oltre dieci monasteri, che il 28 ottobre 1094 inviarono all'abbazia madre i loro rappresentanti per celebrare il primo capitolo.
Geraldo morì a Sauve-Majeure il 5 aprile 1095 e fu sepolto nella chiesa abbaziale di Notre-Dame.

## Culto
Il suo corpo fu elevato il 21 giugno 1126 e il 27 aprile 1197 fu proclamato santo da papa Celestino III.
Le sue reliquie, sopravvissute alle dispersioni della Rivoluzione francese, sono conservate nella chiesa parrocchiale di La Sauve.
Il suo elogio si legge nel Martirologio romano al 5 aprile.